# Wandalin Walewski
Wandalin Colonna Walewski (ur. 2 kwietnia 1861, zm. 30 stycznia 1922 we Lwowie) – właściciel ziemski, major kawalerii Wojska Polskiego, starosta, działacz sokoli.
Urodził się 2 kwietnia 1861. W 1879 ukończył Gimnazjum Franciszka Józefa we Lwowie. Był właścicielem ziemskim i dzierżawcą dóbr w Tłumaczu.
Służył w 10 pułku ułanów c. i k. armii. Jako emerytowany oficer ochotniczo wziął udział w I wojnie światowej walcząc o niepodległość Polski. Odbył kampanię w Karpatach. Po odzyskaniu przez Polskę niepodległości wstąpił do Wojska Polskiego. Został awansowany do stopnia majora kawalerii. Uczestniczył w wojnie polsko-bolszewickiej.
W Tłumaczu został pierwszym prezesem gniazda Polskiego Towarzystwa Gimnastycznego „Sokół”, dzięki jego staraniom wybudowano gmach towarzystwa, uważany za jeden z najbardziej okazałych w Polsce. Od 1921 pełnił urząd starosty przy województwie stanisławowskim.
Zmarł 30 stycznia 1922. Został pochowany na Cmentarzu Łyczakowskim we Lwowie. Jego następcą na stanowisku prezesa w Tłumaczu został Edmund Deyczakowski.